# Friendship (Arkansas)
Friendship – miasto w Stanach Zjednoczonych, w stanie Arkansas, w hrabstwie Hot Spring.